# Cuisine corse

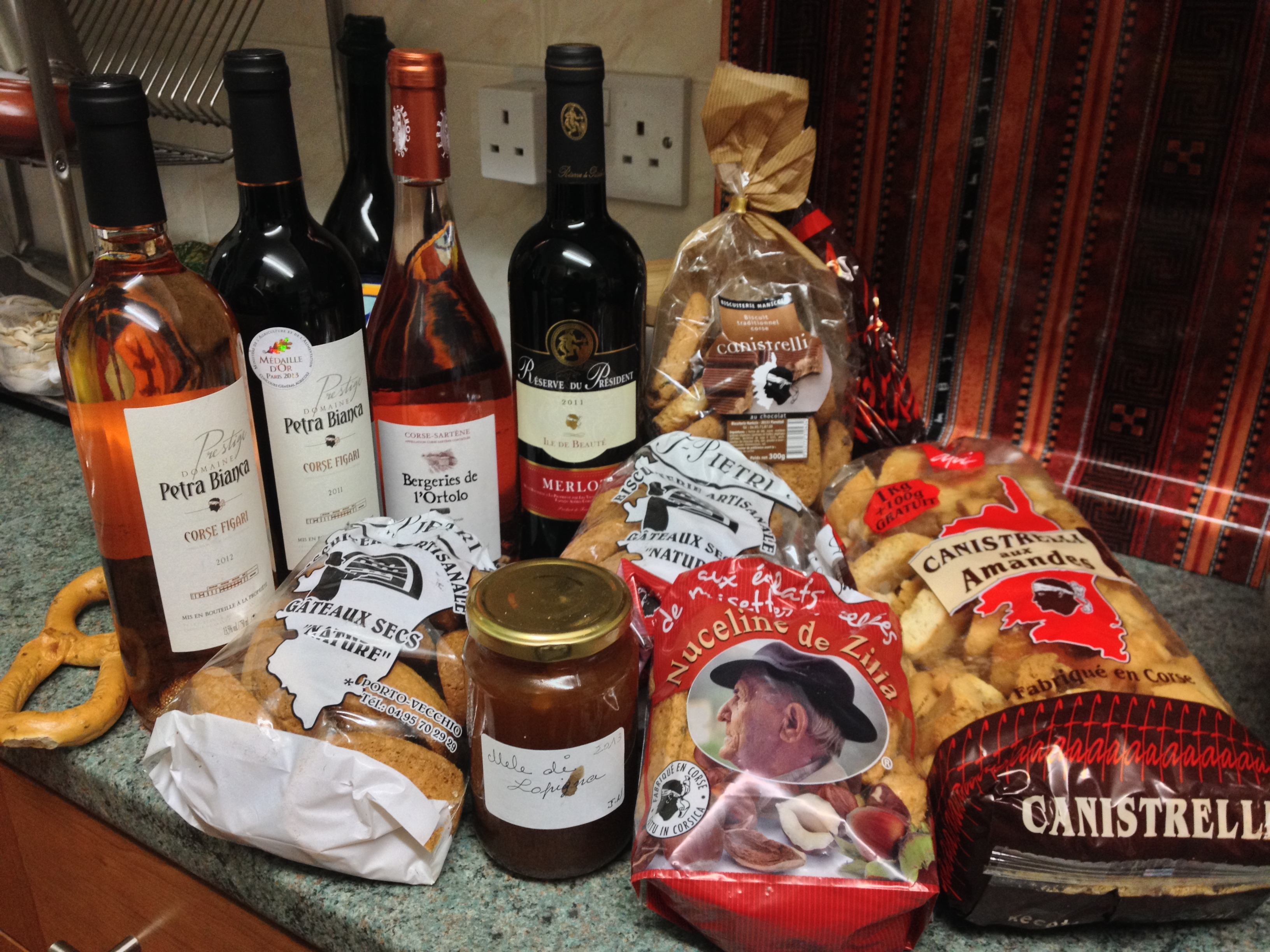
Gastronomie corse.

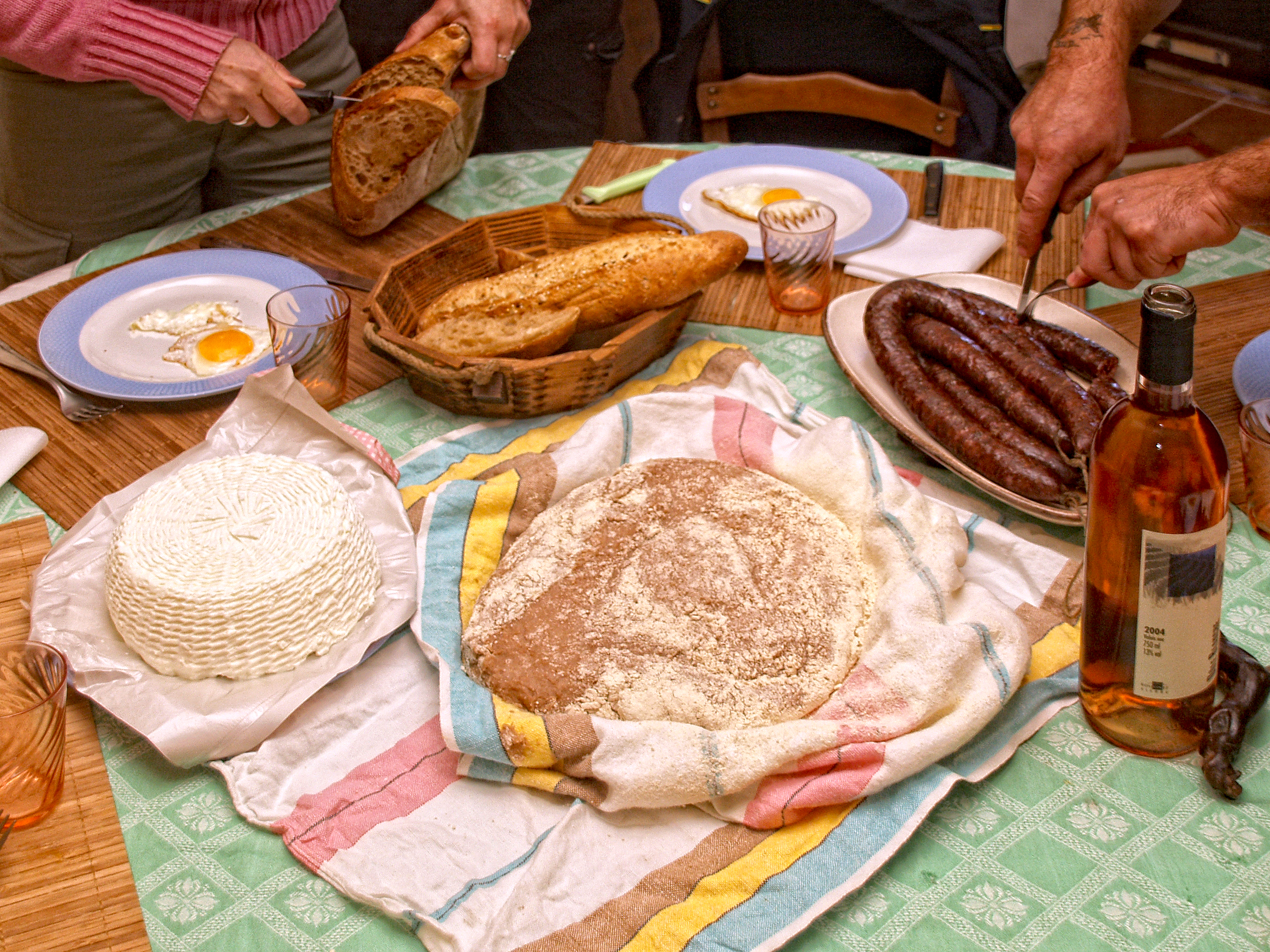
Pulenda.

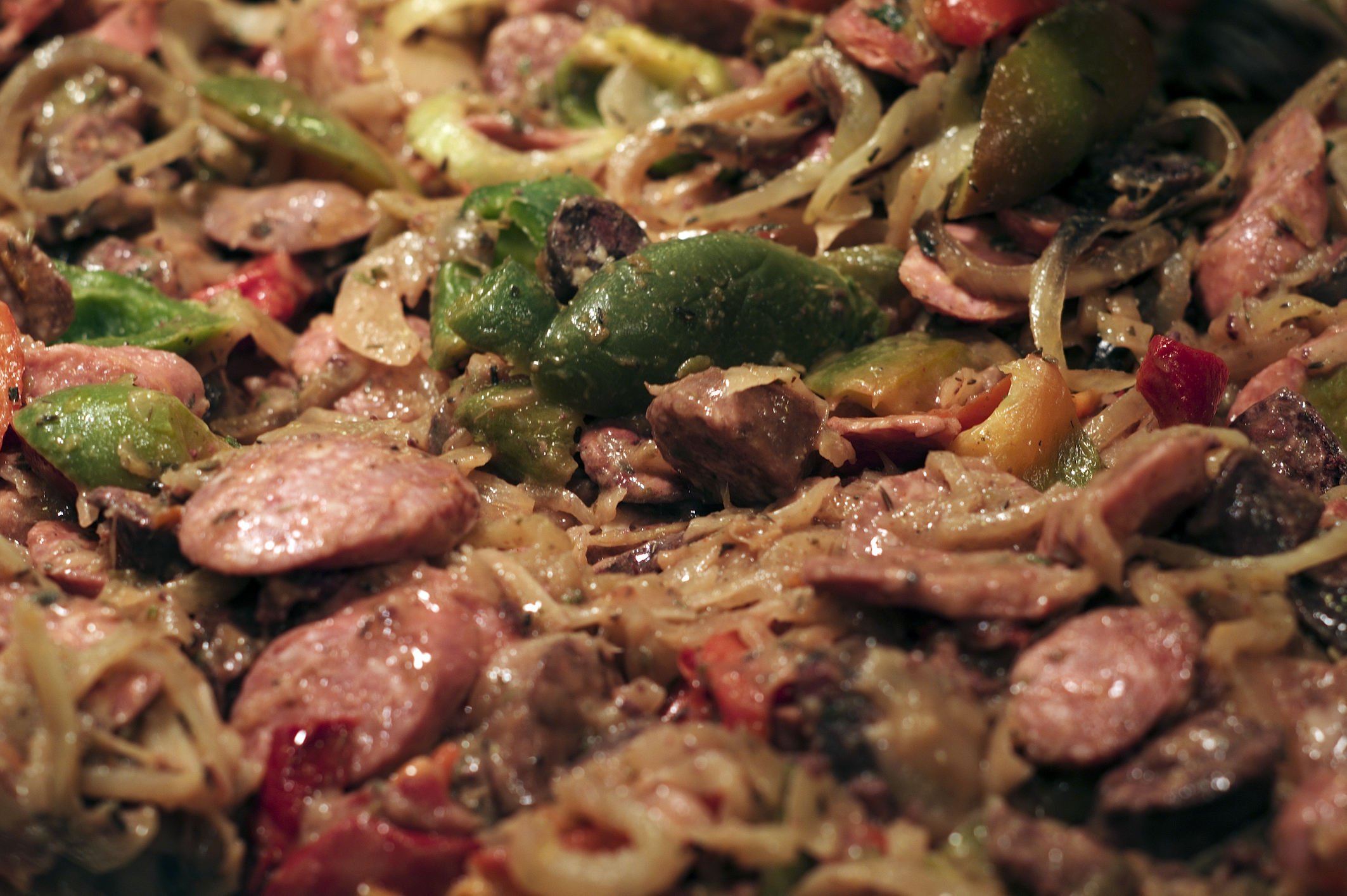
Estouffade corse.

La cuisine corse est une cuisine traditionnelle pratiquée en Corse, qui se transmet de génération en génération.

## Farine
- Farine de châtaigne corse

## Pain
- Pulenda

## Charcuterie
- Coppa di Corsica
- Figatellu
- Lonzu
- Prisuttu

## Mets
- Aubergines à la bonifacienne
- Aziminu
- Bastella
- Civet de sanglier
- Estouffade corse
- Migliacciu
- Tripettes

## Huile
- Huile d'olive de Corse

## Sauce
- Sauce au vin muscat avec du muscat du Cap-Corse

## Fromages
- Brocciu
- Casgiu frescu (ou furmagliu frescu), fromage frais de brebis ou de chèvre
- Casgiu vechju (ou furmagliu vechju), fromage affiné de brebis ou de chèvre
- Casgiu merzu (littéralement « fromage pourri » en corse)

## Desserts et gâteaux
- Caccavelli
- Canistrelli
- Castagnaccio
- Cughjullele
- Falculelle
- Fiadone
- Flan à la châtaigne

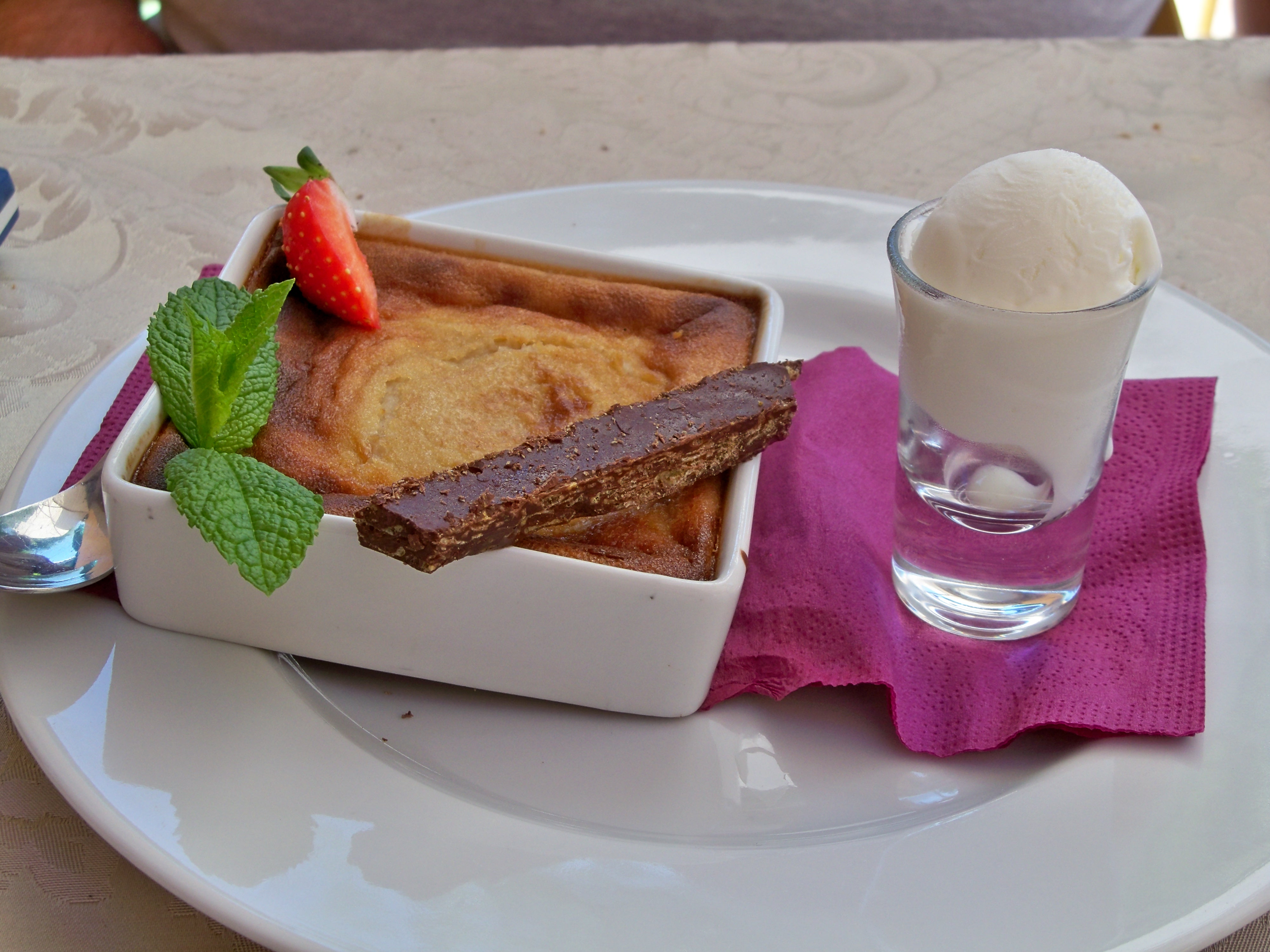
Flan de châtaignes.

- Frappe (nommées également oreillettes par certains)
- Imbrucciata
- Inuliata
- Nuceline de Zilia
- Oliose, biscuits à l'huile d'olive (spécialité de Lama et des villages environnants)
- Panzarotti
- Pastizzu
- Tourtellini, biscuits aux œufs (maison Salvatori à L'Île-Rousse)

## Cucina corsa

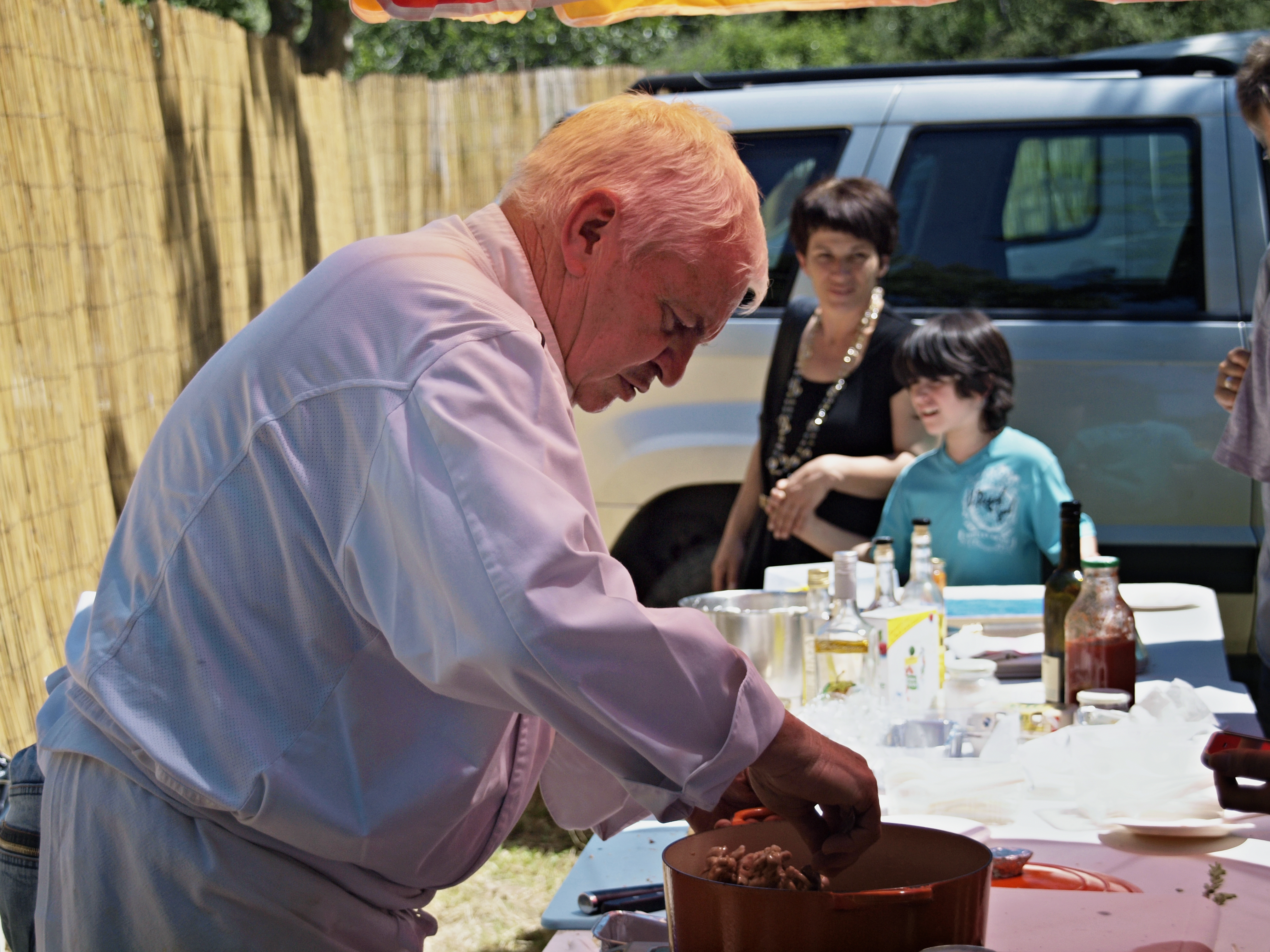
Vincent Tabarani de Cucina corsa.

Vincent Tabarani, ancien professeur de cuisine au lycée professionnel de Bastia et président de l'association Cucina corsa anime chaque samedi à 12 h 5, une émission culinaire sur France 3 Corse : I salti in bocca. Au cours de celle-ci, une nouvelle recette de famille ou une création de grands cuisiniers est proposée aux téléspectateurs,.